# NGC 2222
NGC 2222 é uma galáxia espiral barrada (SBa) localizada na direcção da constelação de Pictor. Possui uma declinação de -57° 32' 00" e uma ascensão recta de 6 horas, 20 minutos e 16,8 segundos.
A galáxia NGC 2222 foi descoberta em 4 de Dezembro de 1834 por John Herschel.